# Пумпури
Пумпури (латыш. Pumpuri) район города Юрмалы между Яундубулты и Меллужи. Здесь находится средняя школа Pumpuri .

## Название
В 1939 году железнодорожная станция Меллужи I, а позже и вся часть Яундубулты и Меллужи рядом со станцией была переименована в Пумпури. 

## История

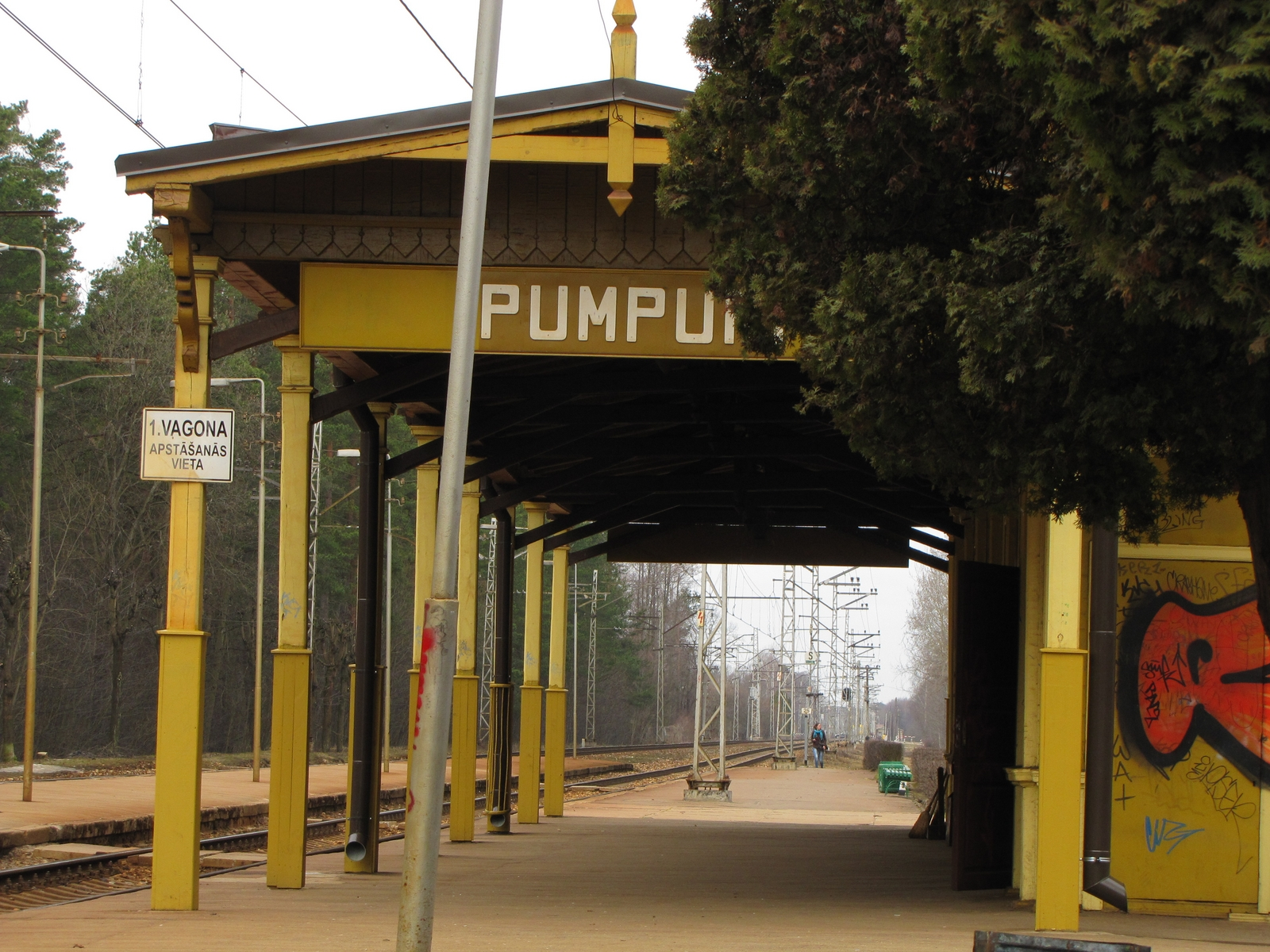
Железнодорожная станция Пумпури

Ранее Пумпури располагался на земле Яундубулты, которая принадлежала Слокскому лесному хозяйству, и частично на земле Меллужи, которая принадлежала владельцам поместья Нурмуйжа фон Фирксам. Граница между двумя владениями была образована нынешней улицей Упес . В 1827 году Карлис Фирксс построил в Меллужи курортный дом, который получил название Карлсбад . Земельные участки в Яундубулты для дачников были заложены в 1848 году. 
В 1859 году для детей из Пумпури и Меллужи действовали приходы и частные школы. В 1877 году на вновь открывшейся железнодорожной линии Рига-Тукумс была установлена остановка Карлсбад, которая в 1914 году была переименована в Карлсбад I, а в 1922 году - в Меллужи I. До Первой мировой войны Пумпури сохранял свой сельский характер, и здесь было гораздо меньше мест для развлечений, чем в Дубулты или Майори. 
26 сентября 1919 года была открыта Меллужская начальная школа на улице Пелду 4/6, а в 1934 году по проекту школьного архитектора Индрика Бланкенбургса было построено здание Рижской 3-й начальной школы города Юрмалы на улице Кронвальда, 8.

## Известные личности
Райнис и Аспазия (1904-1905) жили на проспекте Порука 61 после возвращения из Вятской ссылки до эмиграции в Швейцарию во время революции 1905 года. Так называемые "сосны Райниса" расположены в дюнах у моря. 